# 徐行 (都市快报)
徐行（1979年—2014年5月4日），中华人民共和国新闻工作者。
毕业于复旦大学，后供职于杭州都市快报，是都市快报的创始团队成员。2013年年底，担任都市快报副总编辑。2014年5月4日，因抑郁症自杀。